# Мараши, Леш
Леш Мараши (алб. Llesh Marashi ; 1891, Загора — 1946, Шкодер) — албанский военный и националистический активист. Офицер албанской армии при правлении Ахмета Зогу. Во время Второй мировой войны был активным противником итальянской оккупации. В январе 1945 — лидер антикоммунистического Восстания Коплику. После подавления восстания взят в плен госбезопасностью, приговорён к смертной казни и повешен. В современной Албании рассматривается как борец за независимость, антифашист и антикоммунист.

## Офицер
Родился в знатной семье албанских католиков из горной деревни, расположенной в округе Малесия-э-Мади области Шкодер. (По некоторым данным, при рождении получил имя Александер, сокращённое в Леш). Семейство Мараш Вата принадлежало к родовой элите горного севера Албании. Дед и отец Леша Мараши были традиционными клановыми авторитетами и командирами ополчений, воевали против черногорских князей.
С детства Леш Мараши предназначался для военной карьеры. Воспитывался в духе албанского национал-патриотизма и горских традиций. Окончив военное училище в Тиране, он вместе с братьями Канто и Геке был направлен на учёбу в австрийскую Военную академию (брат Патрик был католическим священником, брат Гелоши управлял семейным землевладением, брат Петер служил в жандармерии).
Вернувшись в Албанию, Леш Мараши поступил на службу в армию. Был сторонником Ахмета Зогу, которого считал гарантом национальной независимости. В 1935 Мараши участвовал в подавлении антиправительственного восстания в Фиери, которое считалось инспирированным Югославией и Грецией (одним из активистов восстания был Дали Ндреу). К 1939 имел звание майора, командовал гарнизоном Кукеса.

## Антифашист
Леш Мараши был последовательным сторонником албанской независимости. Он негативно отнёсся к итальянскому вторжению 1939, отверг предложение поступить на коллаборационистскую службу, отказался вступать в Албанскую фашистскую партию. Впоследствии, при немецкой оккупации, Мараши принял декларации о «восстановлении албанского суверенитета» и занимал посты в администрации Шкодера (этому способствовали его давние прогерманские симпатии, со времён учёбы в Австрии).
Вместе с группой националистов, во главе которой стоял активист Балли Комбетар Юп Казази, Леш Мараши создал Албанский комитет спасения. Сотрудничал с Преком Цали и представителями клана Маркагьони. Командовал вооружённым отрядом, позиционировался как антифашист. Участвовал в политических контактах с республиканцами и коммунистами как представитель роялистского движения Легалитети. Оккупационные власти подозревали его в планах терактов против своих представителей.

## Антикоммунист
В то же время главным противником Леш Мараши считал Компартию Албании (КПА). Это было связано не только с его антикоммунистическими взглядами. Албанские националисты середины 1940-х, в том числе Мараши, считали КПА агентурой югославских коммунистов. Между тем, именно сербо-черногорская экспансия воспринимались как первоочередная угроза независимости Албании.
С весны 1943 традиционные авторитеты горских кланов, националистические активисты и католические священники Шкодера провели несколько совещаний, на которых был выработан план «недопущения коммунистов на север». Важная роль при этом отводилась формированию Мараши в Малесии-э-Мади.
После прихода КПА к власти в ноябре 1944 националисты северной Албании организовали вооружённое сопротивление новому режиму. Антикоммунистические повстанческие центры возникли в Пострибе (баллисты Османа Хаджии и Юпа Казази), Мирдите (клан Маркагьони), Проклетие (ополчение Прека Цали). В Малесии-э-Мади вооружёнными антикоммунистами командовал Леш Мараши.

## Повстанец
Активные военные действия повстанцы Мараши начали в январе 1945 года. 10 января 1945 они заняли крупное село Кастрати, где встретили поддержку жителей. Двадцать пленных коммунистов на волне энтузиазма были освобождены. 13 января состоялось оперативно-политическое совещание в селе Белтойя. Командиры антикоммунистических отрядов, политические авторитеты, представители католической церкви приняли решение атаковать город Коплику — административный центр Малесии-э-Мади. В дальнейшем предполагалось наступать на порт Шенгьини и через него установить связь с Западной Европой. 
С наибольшей решимостью выступали Леш Мараши и Прек Цали, действовавшие в военном союзе. Поражение Кельмендского восстания 15 января и арест Прека Цали не обескуражили, а наоборот, побудили ускорить атаку.
23 января 1945 отряд Леша Мараши атаковал казармы коммунистической Национально-освободительной армии (НОАА) в Коплику. Первоначально сработал фактор внезапности. Однако повстанцы значительно уступали правительственным войскам в численности и вооружении.
Из Шкодера в Коплику выдвинулись крупные силы НОАА и госбезопасности командованием майора Зои Темели. Бой продолжался около суток. Правительственным силам оказали поддержку югославы. Повстанцы потеряли 45 человек убитыми и 25 ранеными, после чего вынуждены были отступить (потери правительственной стороны составили 40 убитых и 50 раненых).
В следующие недели органы госбезопасности под руководством Мехмета Шеху проводили интенсивную зачистку Малесии-э-Мади, расстреливали подозреваемых в повстанчестве, изымали имущество крестьян. Непрерывно продолжался розыск Леша Мараши, объявленного опасным преступником и одним из главных врагов.

## Казнь
Леш Мараши с двоюродным братом Петером Байрактари и племянником Роком Канти скрывался в горах около полутора лет. Летом 1946 года он был обнаружен госбезопасностью в пещерном укрытии. После короткой перестрелки Мараши сдался, чтобы не рисковать гибелью находившегося с ним Рока Канти.
В Шкодере над Мараши был проведён показательный процесс. Леш Мараши был приговорён к смертной казни и 17 июля 1946 публично повешен вместе с повстанцами Колем Ашику, Николом Пренгом Дедаем и католическим священником Альфонсом Трацки.

## Память
Леш Мараши был женат, троих детей. Коммунистические власти НРА жёстко преследовали членов семейства Мараши. Пять человек были казнены, десять приговорены к длительному тюремному заключению, многие подверглись интернированию. Однако сыновья и дочь Леша Мараши сумели бежать из Албании в США.
В современной Албании образ Леша Мараши окружён почётом и уважением. Он рассматривается как выдающийся албанский патриот, антифашист и антикоммунист. Ему посмертно присвоено звание Почётный гражданин Шкодера. 8 сентября 2018 областной совет Шкодера провёл конференцию памяти Леша Мараши с участием его дочери Альбины Мараши Первизи, прибывшей из США. Председатель совета Грета Бардели (представитель Демократической партии) высоко оценила вклад Леша Мараши в защиту национальной независимости и борьбе за демократию Албании.